# Geositio

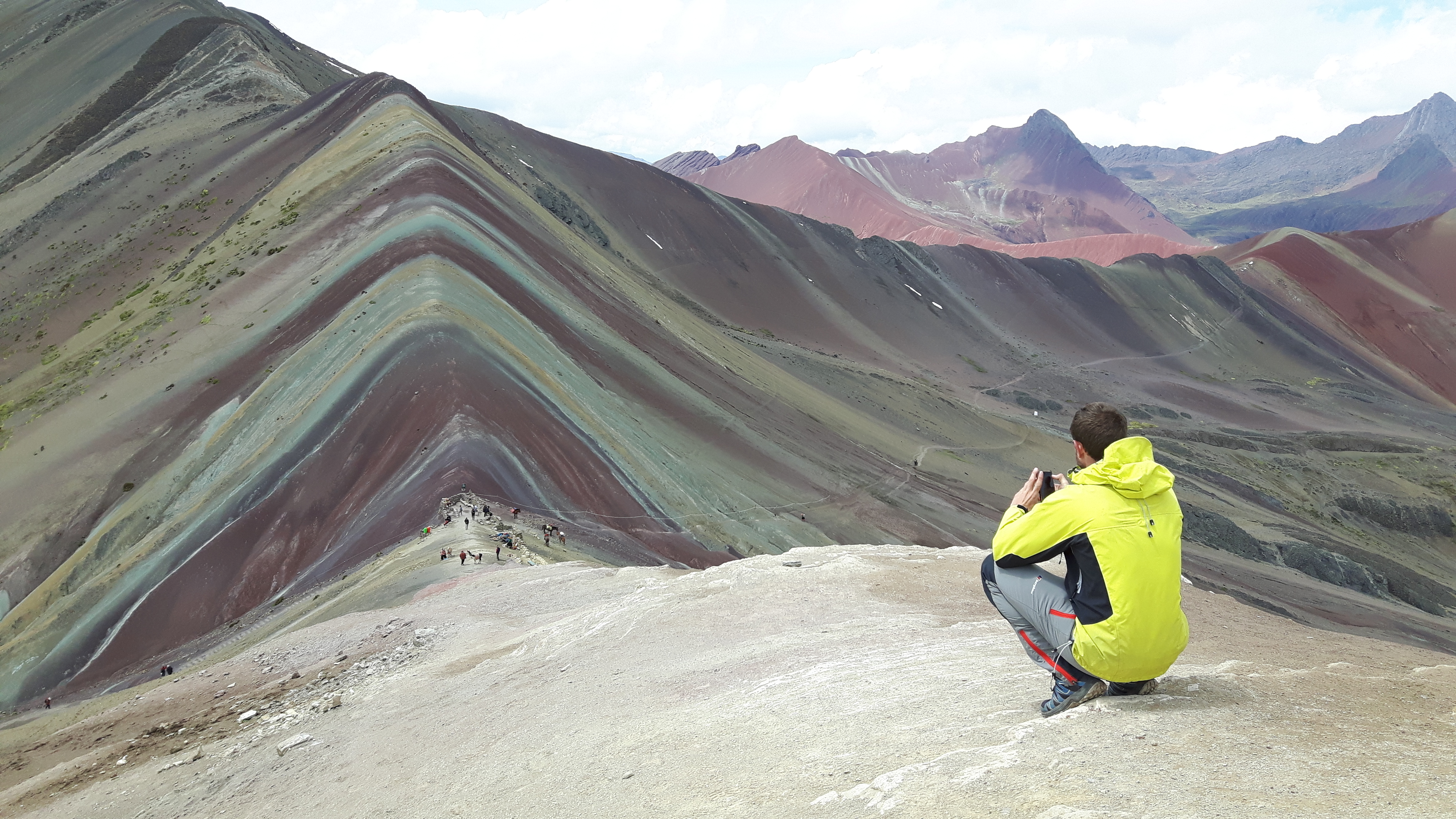
Vinicunca destaca por su formación geológica.

Un geositio o sitio de interés geológico es un lugar natural, que por su valor, es considerado patrimonio geológico por mostrar de manera continua en el espacio, una o varios elementos característicos que son considerados de importancia en la historia geológica. Estas áreas destacan por su valor científico, educativo o turístico.
Por su interés geológico, permite comprender la evolución del planeta en su conjunto o de la región en donde se ubica. Los lugares pueden ser sitios paleontológico, rastros de vida primitiva, volcanes, montañas, cañones, calderas o cataratas.